# Tremezzo

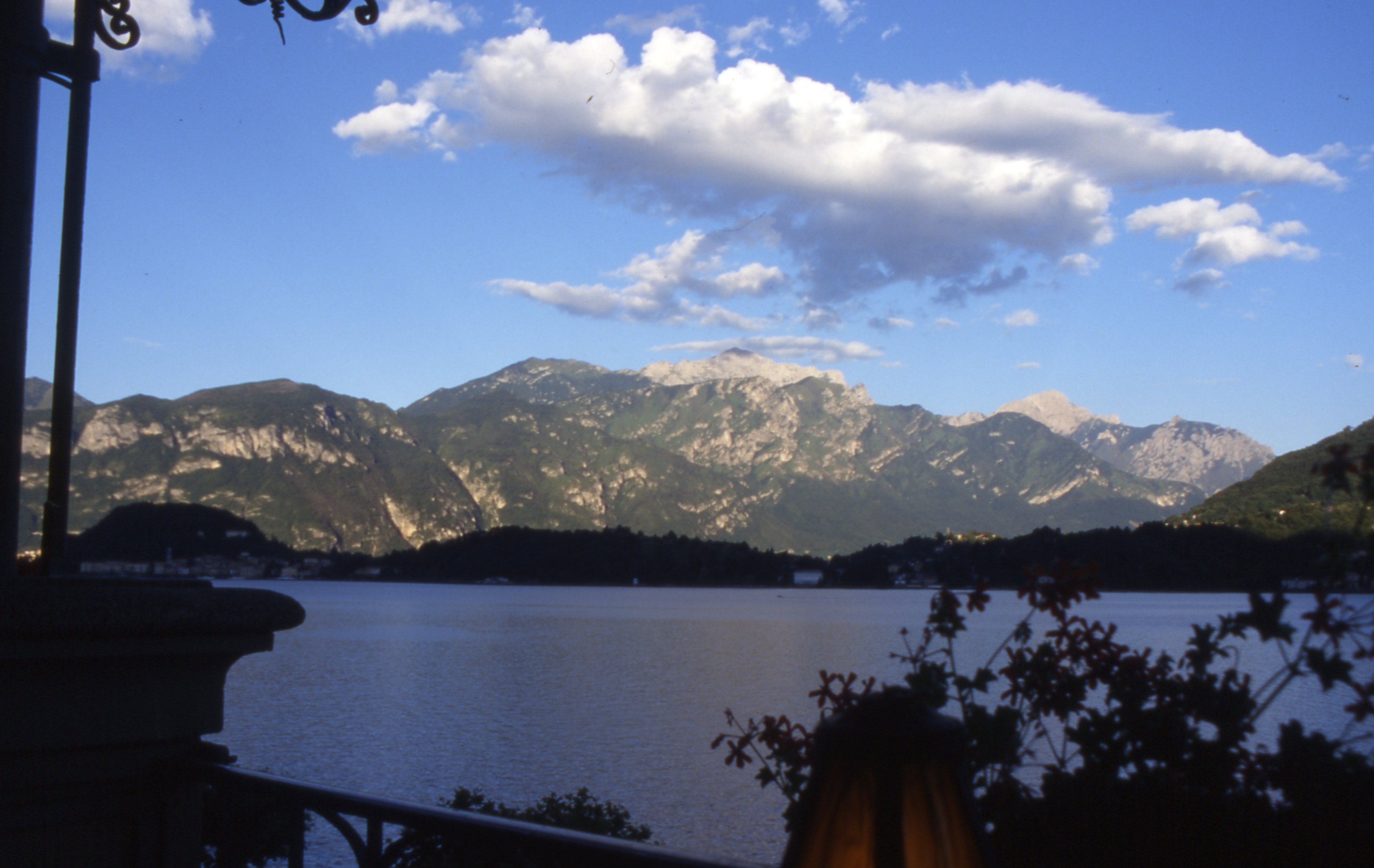
Blick auf Comer See bei Tremezzo

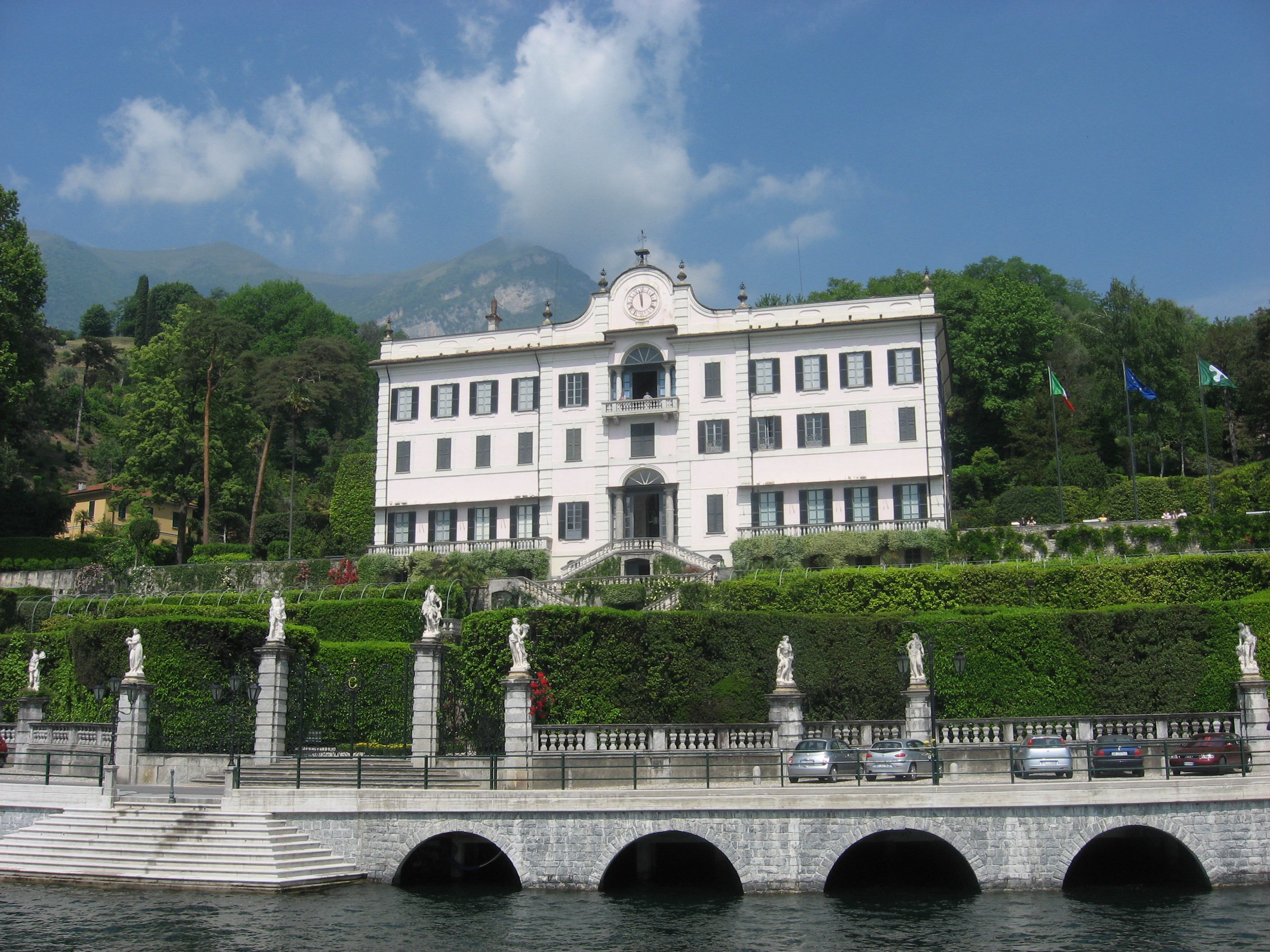
Villa Carlotta

Tremezzo war bis zum 3. Februar 2014 eine italienische Gemeinde mit 1238 Einwohnern (Stand 31. Dezember 2013) am Comer See in der Provinz Como in der Lombardei. Tremezzo gehört jetzt zur neuen Gemeinde Tremezzina, die am 4. Februar 2014 durch den Zusammenschluss der Gemeinden Lenno, Mezzegra, Tremezzo und Ossuccio gebildet wurde.

## Geographie
Die Nachbargemeinden waren: Bellagio, Grandola ed Uniti, Griante, Lenno, Lezzeno, Menaggio, und Mezzegra.
Die Stadt liegt 60 Kilometer nördlich von Mailand und 20 Kilometer nordöstlich von Como. Tremezzo ist der Stammsitz der Frankfurter (u. a. Clemens Brentano und Bettina von Arnim), der Binger (u. a. Lorenz Brentano) und der Friedberger (u. a. Heinrich von Brentano) Linie der Familie Brentano.

## Gemeindefusion
Von 1928 bis 1947 gehörte sie gemeinsam mit Lenno und Mezzegra der Gemeinde Tremezzina an.
In der Gemeinde lebten 4242 Einwohner (Stand: 1936). 1947 wurde sie aufgelöst und die drei Gründungsgemeinden erhielten ihre Eigenständigkeit zurück.
Mezzegra gehört jetzt zur neuen Gemeinde Tremezzina, die am 4. Februar 2014 durch den Zusammenschluss der Gemeinden Lenno, Mezzegra, Tremezzo und Ossuccio gebildet wurde. In den vier Teilgemeinden hatte am 1. Dezember 2013 ein beratendes Referendum stattgefunden, bei dem 63 % der Wähler eine positive Stellungnahme zu dem Entwurf genommen haben. Im November 2013 betrug die Einwohnerzahl 5124.

## Geschichte
In der Nacht vom 29. zum 30. April 1945 bombardierte ein englisches Flugzeug die Westküste des Comer Sees vor Tremezzina und zerstörte in Tremezzo das Hotel Bazzoni, dabei wurden sechzehn Zivilisten getötet.

## Sehenswürdigkeiten
- Bekanntestes Bauwerk ist die ab 1690 erbaute Villa Carlotta mit ihrem italienischen Park, zuletzt in der zweiten Hälfte des 19. Jahrhunderts als Sommerresidenz des Hauses Sachsen-Meiningen genutzt. Seit der Enteignung als Feindvermögen durch den Italienischen Staat nach dem Ersten Weltkrieg ist hier ein Museum untergebracht, das für seine Skulpturensammlung bekannt ist.[4]
- Pfarrkirche San Lorenzo[5]
- Oratorium Sommariva[6]
- Grand Hotel Tremezzo[7]
- Villa Carlia[8]

## Persönlichkeiten
- Francesco Martinelli (* 1651 in Tremezzo; † 28. Oktober 1708 in Wien), Architekt, 1683 lieferte er sein Meisterstück als Baumeister in Wien ab. Er beteiligte sich am Bau der Peterskirche, der Servitenkirche und am Palais Esterházy an der Wallnerstraße in Wien.[9]
- Giovanni Battista Martinelli (* um 1680 in Tremezzo; † 1757 in Dunaalmás ?), Sohn des Francesco, Architekt, er erbaute die katholische Kirche in Dunaalmás in Nordungarn.[10]
- Domenico Brentano (* 1686 in Tremezzo; † 1755 in Nürnberger Hof), Großkaufmann hatte 1698 den Sitz seines Mailänder Handelshauses nach Frankfurt am Main in den Nürnberger Hof verlegt.
- Peter Anton Brentano genannt Peter Anton, (* 19. September 1735 in Tremezzo; † 9. März 1797 in Frankfurt am Main), Enkel des Domenico, Großkaufmann und Diplomat.
- Clemens Brentano (* 9. September 1778 in Ehrenbreitstein (heute Koblenz); † 28. Juli 1842 in Aschaffenburg) (Herkunftsort der Familie des Vaters: Tremezzo), Sohn des Peter Anton, deutscher Schriftsteller und neben Achim von Arnim der Hauptvertreter der sogenannten Heidelberger Romantik.

- Künstlerfamilie Minetti aus Tremezzo (Ortsteil Bolvedro)
  - Die Brüder Abondio, Francesco und Gabriele Minetti arbeiteten als Stuckateure von 1686 ? bis 1732 in Sachsen, Sachsen-Anhalt und Thüringen, zum Tetl mit Giovan Pietro und Carlo Antonio Castelli aus Melide[11]